# Prêmio Contigo! de TV de melhor autor de novela
O Prêmio Contigo! de TV de melhor autor é um prêmio oferecido anuelmente desde 1996 pela Revista Contigo!.

## Vencedores
| Ano                                 | Autor                                   | Novela               | Ref.          |
| ----------------------------------- | --------------------------------------- | -------------------- | ------------- |
| 1996                                | Silvio de Abreu                         | A Próxima Vítima     |               |
| 1997                                | Benedito Ruy Barbosa                    | O Rei do Gado        |               |
| 1998                                | Manoel Carlos                           | Por Amor             | [ 1 ]         |
| Não houve premiação de 1999 a 2001. |                                         |                      |               |
| 2002                                | Glória Perez                            | O Clone              | [ 2 ]         |
| 2003                                | Benedito Ruy Barbosa                    | Esperança            | [ 3 ]         |
| 2004                                | Manoel Carlos                           | Mulheres Apaixonadas | [ 4 ]         |
| 2005                                | Aguinaldo Silva                         | Senhora do Destino   | [ 5 ]         |
| 2006                                | Silvio de Abreu                         | Belíssima            | [ 6 ]         |
| 2006                                | Walcyr Carrasco                         | Alma Gêmea           | [ 6 ]         |
| 2007                                | Manoel Carlos                           | Páginas da Vida      | [ 7 ]         |
| 2008                                | Gilberto Braga e Ricardo Linhares       | Paraíso Tropical     | [ 8 ]         |
| 2009                                | João Emanuel Carneiro                   | A Favorita           | [ 9 ]         |
| 2010                                | Glória Perez                            | Caminho das Índias   | [ 10 ]        |
| 2011                                | Maria Adelaide Amaral                   | Ti Ti Ti             | [ 11 ]        |
| 2012                                | Lícia Manzo                             | A Vida da Gente      |               |
| 2013                                | João Emanuel Carneiro                   | Avenida Brasil       | [ 12 ] [ 13 ] |
| 2014                                | Maria Adelaide Amaral e Vincent Villari | Sangue Bom           | [ 14 ] [ 15 ] |
| 2015                                | Aguinaldo Silva                         | Império              | [ 16 ]        |

## Mais premiados
| Autor                 | Prêmios |
| --------------------- | ------- |
| Manoel Carlos         | 4       |
| Aguinaldo Silva       | 2       |
| Benedito Ruy Barbosa  | 2       |
| João Emanuel Carneiro | 2       |
| Maria Adelaide Amaral | 2       |
| Silvio de Abreu       | 2       |